# Mihail (Gheorghiad) Obedenaru
Mihail (Gheorghiad) Obedenaru (n. 5 noiembrie 1839, București – d. 8 iulie 1885, Atena) a fost un medic, publicist și diplomat român, membru corespondent al Academiei Române.